# Jag tänker på mig själv – och vänstern
Jag tänker på mig själv – och vänstern är en svensk dokumentärfilm från 2005 i regi av Maria Rydbrink Raud. I filmens centrum står konstnären Marianne Lindberg De Geer som undersöker vad som hände hennes gamla kamrater som på 1970-talet drog igång och genomförde det omtalade tältprojektet.